# Simakî, Hrebinka
Simakî (în ucraineană Сімаки) este un sat în comuna Oleksandrivka din raionul Hrebinka, regiunea Poltava, Ucraina.

## Demografie
Componența lingvistică a localității Simakî
     Ucraineană (98,79%)
     Rusă (1,21%)
Conform recensământului din 2001, majoritatea populației localității Simakî era vorbitoare de ucraineană (98,79%), existând în minoritate și vorbitori de rusă (1,21%).